# Yssel hollandais
Pour les articles homonymes, voir IJssel (homonymie).
L'Yssel hollandais (en néerlandais, Hollandse IJssel ou Hollandsche IJssel), est une rivière néerlandaise des provinces d'Utrecht et de la Hollande-Septentrionale. Son cours s'étend entre Nieuwegein et la Nouvelle Meuse à l'est de Rotterdam. Elle s'appelle hollandais pour la dissocier de l'autre Yssel aux Pays-Bas, qui coule en Gueldre et en Overijssel, et qui est parfois surnommé Yssel de Gueldre.

## Affluents et caractéristiques
Les affluents de l'Yssel hollandais sont le Kromme IJssel ou l'Yssel courbé, le Lange Linschoten, le Vlist et la Gouwe. À Hekendorp, la Dubbele Wiericke forme une liaison creusée avec le Vieux Rhin. Nieuwegein, Gouda, Capelle aan den IJssel et Krimpen aan den IJssel sont les principales villes le long de la rivière. Les zones au début et à la fin de l'Yssel hollandais sont fortement urbanisées, le cours moyen a conservé les caractéristiques du paysage ouvert des anciens marais asséchés de la Hollande.

## Histoire
Historiquement, l'Yssel hollandais était une branche du Lek, qui se détachait près de Vreeswijk (l'actuel Nieuwegein). Il y avait deux raisons pour lesquelles cette branche a dû être barrée au XIIIe siècle :
- Le barrage du Rhin près de Wijk bij Duurstede avait augmenté la quantité d'eau dans le Lek, et
- l'assèchement et le défrichement des marais hollandais exigeait une évacuation des eaux adéquante ; cela nécessitait un niveau d'eau suffisamment bas de l'Yssel hollandais.

Le comte Florent V de Hollande ordonna la construction d'un barrage en 1285. Ce fut le Barrage du Klaphek (Dam bij het Klaphek), du nom de la ferme près de laquelle il a été construit. Depuis, l'Yssel hollandais n'est plus alimenté par le Rhin, mais seulement par des rivières et canaux creusés par l'homme.

## Du Canal de la Merwede jusqu'à la Nouvelle Meuse

### De Nieuwegein à IJsselstein

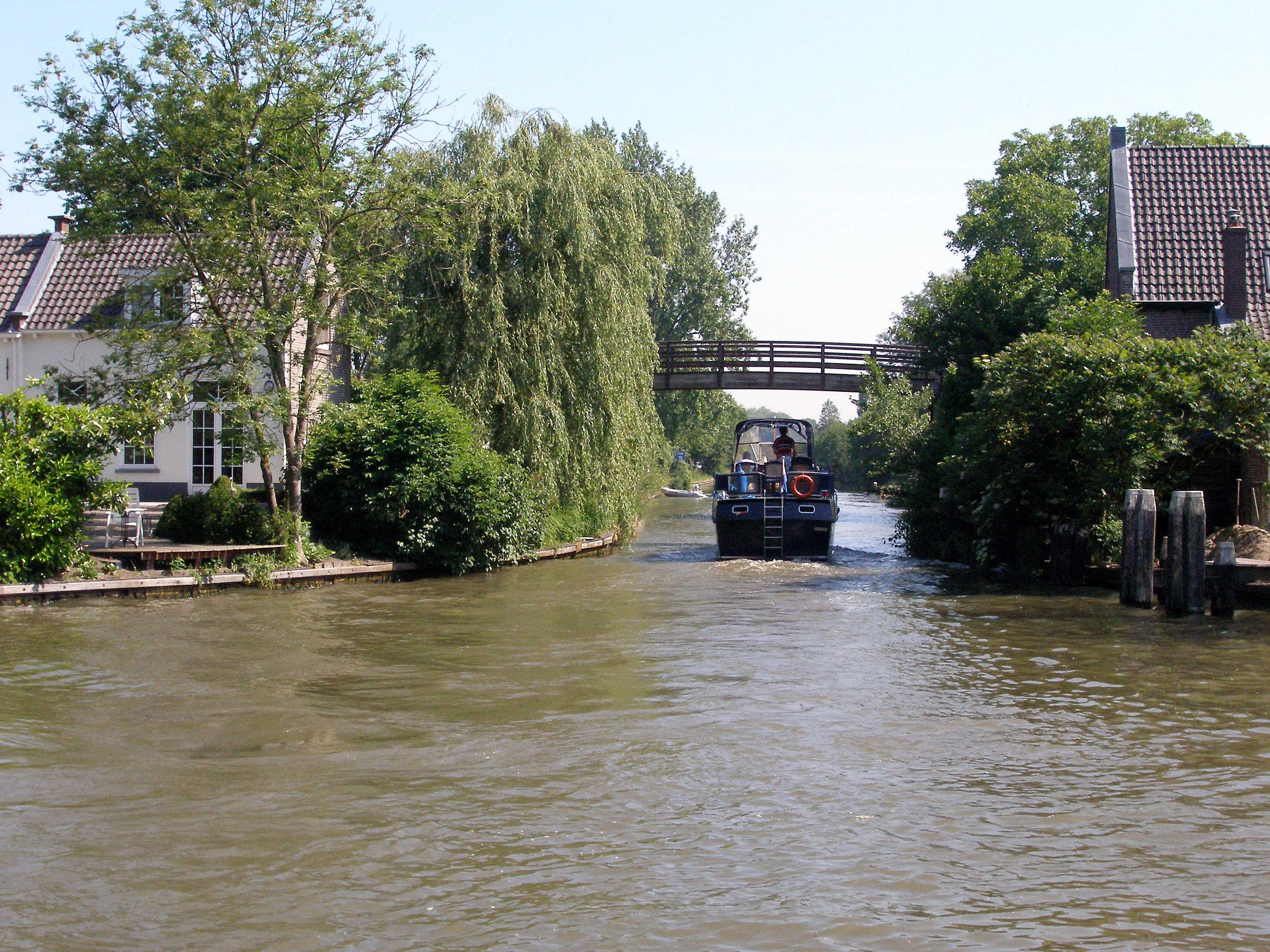
Yssel hollandais et le canal de Doorslag, à Nieuwegein

La rivière naît depuis le Canal de la Merwede dans le centre de Nieuwegein. Avant de sortir de la commune de Nieuwegein, le Kromme IJssel se détache de l'Yssel hollandais. Après, la rivière traverse la commune d'IJsselstein, dont le centre historique se trouve sur la rive gauche.

### D'IJsselstein à Gouda
Après IJsselstein, la rivière coule d'abord vers le nord-ouest, puis forme une courbe vers le sud-ouest, et passe à Montfoort, Snelrewaard, Willeskop et Oudewater, où se trouve le confluent du Lange Linschoten, qui arrive du nord-est. Ensuite, la rivière forme sur quelques kilomètres la frontière entre les provinces d'Utrecht et de la Hollande-Méridionale, jusqu'à la localité historique de Goejanverwellesluis, près de Hekendorp. Près de la petite ville de Haastrecht se trouve l'embouchure de la Vlist, une petite rivière des marais qui sépare le Lopikerwaard du Krimpenerwaard. Ces deux régions naturelles, d'origine marécageuse, draînent sur l'Yssel hollandais.

### Gouda

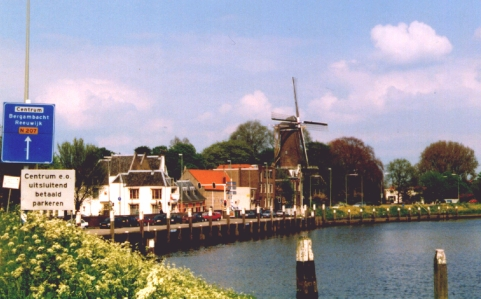
Yssel hollandais à Gouda

Ensuite l'Yssel hollandais passe à Gouda, la plus grande ville située sur la rivière. À l'est et à l'ouest de Gouda se trouvent plusieurs complexes d'écluses, qui permettent d'accéder au réseau de canaux du centre de Gouda, et de transiter via la Gouwe vers le nord du pays. Entre Nieuwegein et Gouda, la rivière peut être considérée comme canalisée. Les marées sont toujours perceptibles jusqu'à Gouda, où l'amplitude des marées peut varier de 1,80 m en été jusqu'à 3,30 m en hiver, même après la réalisation du plan Delta. Autrefois, à cause de ces mouvements de marée, l'eau des canaux du centre historique pouvait régulièrement être rafraîchie.

### De Gouda à Capelle-sur-l'Yssel
À partir de Gouda, l'Yssel hollandais est sensiblement plus large. La rivière passe entre les villages jumeaux de Gouderak (rive gauche, dans le Krimpenerwaard) et Moordrecht (rive droite, dans le Schieland), reliés entre eux par un bac. Après, on trouve Nieuwerkerk aan den IJssel (rive droite), et le plus petit Ouderkerk aan den IJssel (rive gauche). L'extrémité occidentale de la rivière est très urbanisée, avec Krimpen aan den IJssel sur la rive gauche et Capelle aan den IJssel sur la rive droite. Entre ces deux villes se trouve le Stormvloedkering Hollandse IJssel, grand barrage réalisé en 1958 et faisant partie du Plan Delta, qui permet de maîtriser les fortes marées. En 1953, lors de la grande inondation, les crues exceptionnelles de la rivière se sont avérées dangereuses.

### De Capelle-sur-l'Yssel à l'île d'IJsselmonde
À Kralingseveer, la rivière se jette dans la Nouvelle Meuse. En face est située l'ancienne île d'IJsselmonde et le village d'IJsselmonde, aujourd'hui quartier de Rotterdam, dont les noms sont issus de sa situation à l'embouchure (mond) de l'Yssel.

### Sources
- (nl) Cet article est partiellement ou en totalité issu de l’article de Wikipédia en néerlandais intitulé « Hollandse IJssel » (voir la liste des auteurs).